# Walrus HULA
Walrus HULAは、超大型ハイブリッド飛行船（Hybrid Ultra Large Aircraft, HULA）計画、および同計画によって作られる飛行船である。

## 概要
建造目的は12,000 海里 (22,000 km) の行動半径を持つ飛行船で、同時に500 - 1,000トンの貨物積載能力を持つ。前世代の飛行船と明確に異なるポイントは、Walrus HULAは空気より重く、空気力学による揚力・推力偏向、およびガスによる浮力の組み合わせと操作で浮揚するということである。
国防高等研究計画局（DARPA）は、外皮と船体の材料、浮力と揚力の制御、重量の削減と推進力の増大が組み合わさることによってこの着想が実現したと述べている。計画初期の段階で研究された真空/空気・浮力調整タンクなどを含む技術により、バラストを必要としない浮力コントロールや静電気イオン推力装置がもたらされた。
Walrus HULAはアメリカの戦略空輸能力を大幅なコスト削減と同時に潜在的に向上させることが可能である。しかし、このようなプロジェクトはいまだかつて本格的に試みられたことがなく、コストは未だ不明瞭である。2008年には小規模なデモンストレーションが予定されており、C-130ハーキュリーズ輸送機程度の搭載量（約18,000 kg）を持つように設計された小規模なバージョンのWALRUSが飛行する予定であった。
計画は2010年に中止されたが、この計画からワールドワイド・エアロス・コープの飛行船、エアロスクラフトが派生している。